# Харитонов Андрій Ігорович
Андрій Ігорович Харитонов (25 липня 1959, Київ, Українська РСР — 23 червня 2019, Москва, Росія) — популярний радянський і російський актор театру та кіно, режисер, сценарист. Лауреат Державної премії України ім. Т. Г. Шевченка (1982).

## Життєпис
Народився в родині вчительки. Закінчив акторський факультет Київського інституту театрального мистецтва імені І. Карпенка-Карого (1980). З 1980 року стає актором Київської кіностудії імені Олександра Довженка, 1983 року переїздить до Москви.
У 1984—1990 роки — актор Державного академічного Малого театру. Грав в антрепризних спектаклях.
Дебютував на екрані в головній ролі у 1980 році в українському телефільмі «Овід» (Приз ЦК ЛКСМУ на ВКФ «Молодість-1980» в Києві. «Золота німфа» на Міжнародному фестивалі в Монте-Карло, 1981. Державна премія УРСР імені Т. Г. Шевченка, 1982.).
Як режисер, у 1991 році зняв художній фільм «Жага пристрасті» за мотивами розповідей В. Я. Брюсова (Спеціальний приз у конкурсі «Кіно для обраних?» на КФ «Кінотавр» (1991). Приз журі в номінації «Дебют» на КФ «Література і кіно» (1995). Сценарій до фільму А. Харитонов написав у співавторстві з Сергієм Новожиловим.
Член Спілки кінематографістів Росії.
Активно працював на телебаченні — автор, режисер, ведучий.

### Хвороба та смерть
У січні 2019 року стало відомо про те, що Андрій Харитонов хворий на онкологічне захворювання, актор довгі роки хворів і переніс шість операцій.
Помер 23 червня 2019 року. Причина смерті — рак шлунка. Згідно з останньою волею покійного, актор похований на Батьківщині — у Києві.

## Фільмографія
У кіно зіграв понад сорок ролей, у тому числі в українських кінокартинах:
- «Овід» (1980, Артур Бертон/Феліче Ріварес)
- «Ярослав Мудрий» (1981, Ясноок)
- «Таємниці святого Юра» (1982, Роман)
- «Карастоянови» (1983, епіз.)
- «І в звуках пам'ять відгукнеться…» (1986, Старицький)
- «Мама, рідна, любима...» (1986, Іван)

На інших кіностудіях знімався у стрічках:
- «На гранатових островах» (1981, Ігор)
- «Лицар білої королеви» (1982, СРСР—Болгарія, Качальський)
- «Ассоль» (1982, Грей)
- «Старовинний детектив» (1982, Мелтеш)
- «Зоря і смерть Хоакіна Мур'єти» (1982, Хоакін)
- «Таємниця „Чорних дроздів“» (1983, Ланс Фортескью)
- «Ваніна Ваніні» (1983, Місіріллі)
- «Людина-невидимка» (1984, Гриффін)
- «Життя Клима Самгіна» (1987, Ігор Туробоєв)
- «Романови. Вінценосна сім'я» (2000, П'єр Жільяр)
- «Острів непотрібних людей» (2011, Волжанскій, батько Паші) та ін.